# Royal Society of British Artists
La Royal Society of British Artists (RBA) est une société artistique britannique créée en 1823 sous le nom de Society of British Artists, comme une alternative à la Royal Academy.

## Histoire
La RBA débute avec vingt-sept membres et il faut attendre 1876 pour atteindre une cinquantaine. La RBA compte actuellement 110 membres élus qui participent à une exposition annuelle se tenant aux Mall Galleries de Londres.
Entre 1887 et 1888, un groupe d'élèves de James Abbott McNeill Whistler, dont sa maîtresse Maud Flanklin, le peintre Walter Sickert et sa future femme Beatrice Godwin, y expose .

## Principaux membres
- John Noble Barlow
- Edmund Blampied
- Henry John Boddington
- Estella Canziani
- Albert Henry Collings
- Ralph Hedley
- Hayley Lever
- Cyril Edward Power
- Stanley Royle
- Edward Seago
- James McNeill Whistler
- Christopher Williams

## Présidents
- 1824 : Thomas Heaphy
- 1825 : Holland TC
- 1826 : John Glover
- 1827 : J Wilson
- 1828 : Meyer Hoppner Henry
- 1829 : Stanfield Clarkson
- 1830 : James Holmes (artiste)
- 1831 : David Roberts
- 1832 : Richard Barrett David
- 1833 : George Stevens (artiste)
- 1834 : Elias Childe
- 1835 : Prentis Edward
- 1836 : Frederick Yates Hulstone
- 1837 : William Linton
- 1838 : William Joseph Allen
- 1839 : Maddox George
- 1840 : Latilla H Eugenio
- 1841 : Frederick Yates Hulstone
- 1870 : Alfred Clint
- 1881 : John Burr
- 1886 : James McNeill Whistler
- 1887 : Bayliss Wyke
- 1906 : Alfred East
- 1913 : Frank Brangwyn
- 1919 : Solomon Joseph Solomon
- 1928 : Walter Sickert
- 1930 : Philip Alexius de László
- 1931 : Nicholls Bertram
- 1947 : John Copley (artiste)
- 1950 : Hubbard Hesketh
- 1956 : Halliday Edward
- 1974 : Peter Greenham
- 1982 : Peter Garrard
- 1987 : Tom Coates (artiste)
- 1993 : Colin Hayes (artiste)
- 1998 : Cav. Romeo Di Girolamo
- 2009 : James Horton